# Moara de Jos, Mureș
Moara de Jos este un sat în comuna Tăureni din județul Mureș, Transilvania, România.